# Turini-Camp d'argent
Pour les articles homonymes, voir Turini.
La station de sports d'hiver de Turini-Camp d'argent est située à cheval sur le col de Turini et la baisse de Camp d'Argent. Elle est la station la plus proche de Nice, puisqu'elle n'est qu'à 50 kilomètres de l'agglomération azuréenne par la route de L'Escarène-Lucéram-Peïra-Cava. 
Son caractère familial de station « pour débutants » a fait son succès depuis sa fondation, dans les années 1960. Cependant, la création du Parc national du Mercantour en 1979 et les conflits latents entre les communes de Moulinet et de La Bollène-Vésubie ont freiné le développement économique du site. 

## La station

### Turini
Le col de Turini, célèbre pour le passage d'une spéciale de nuit du Rallye de Monte-Carlo abrite le site de ski de fond et le domaine de La Calmette, qui comprend un téléski et deux pistes (une rouge, une bleue). Du col à la Cime de la Calmette (1 765 mètres), les deux pistes sont dessinées au cœur de la forêt de Turini, à l'ubac, ce qui garantit l'enneigement. C'est sur ce site que se déroulaient les compétitions de ski du Club des Sports de Turini.

## Histoire

### Les combats de l'Authion, 8-12 juin 1793
L'Armée d'Italie, formée par un arrêté du 1er novembre 1792 prend position dans l'arrière-pays niçois, en particulier à Peïra-Cava et à Camp d'Argent pour s'emparer du Massif de l'Authion, détenu par les Austro-Sardes. Le 1er bataillon des volontaires varois se trouve à Peïra-Cava le 7 juin. Le 8 juin, le chef de brigade Masséna s'empare du Mangiabo et menace le col du Brouis. Les 9, 10 et 11 juin, l'armée se positionne stratégiquement autour de l'Authion en prenant les places du Brouis grâce à l'action de Masséna et Dumerbion, de Fougasse et de Camp d'Argent. Le 12 juin, 6 bataillons occupent Camp d'Argent, entre la Cime de Tueis et Fougasse tandis que deux bataillons se tiennent sur les flancs de la Calmette. Encerclés, les Austro-Sardes tiennent pourtant l'Authion malgré les assauts de l'armée d'Italie. Les généraux Gaspard Jean-Baptiste Brunet et Jean-Mathieu-Philibert Sérurier échouent à s'emparer de la place-forte de l'Authion. Ces journées de combat ont fait 280 morts et 1252 blessés.

### La prise l'Authion par Bonaparte etMasséna
Sous les ordres de Pierre Jadart du Merbion, Bonaparte, promu général de brigade après le siège de Toulon, est dépêché à Nice pour commander l'artillerie à la fin de février 1794, sous les ordres du général en chef Pierre Jadart du Merbion. Ce dernier, sur un plan établi par Bonaparte pour s'emparer d'Oneille, de Saorge, de l'Authion et du col de Tende afin de permettre à l'armée d'Italie de marcher sur le Piémont, confie la manœuvre à Masséna. 
Les erreurs des précédents combats ne sont pas rééditées. L'Authion ne sera pas attaqué frontalement, mais contourné et encerclé depuis la vallée de la Roya et la baisse de Camp d'Argent. Le 6 avril, Masséna longe le littoral et part à la conquête d'Oneille. Pendant ce temps, des attaques sont menées ponctuellement sur l'Authion depuis Camp d'Argent pour faire diversion. L'avantage de Masséna est sa connaissance du terrain. En juin 1793 il avait pris le Mangiabo et obtenu le commandement du camp de Fougasse, situé sur la baisse de Camp d'Argent. Après la prise de Saorge le 28 ou le 29 avril, les Austro-Sardes encerclés par les garnisons de Camp d'Argent et les avancées de Masséna, revenu du Piémont et de Bonaparte qui tenait avec son artillerie le col de Brouis et la basse-vallée de la Roya, doivent abandonner l'Authion par le col de Raus. la place-forte tombe aux mains des français. 
Selon Krebs et Moris, d'après les archives austro-sardes, il y aurait eu jusqu'à 4 350 hommes retranchés sur le massif de l'Authion.
Depuis, ces combats révolutionnaires ont entretenu la légende locale. En effet, l'histoire veut que le toponyme Camp d'Argent soit dû à l'abandon sur le site de la solde des soldats qui n'auraient pas combattu assez vaillamment. Si cette légende demeure difficile à vérifier, les habitants continuent aujourd'hui d'appeler une clairière de la baisse de Fougasse le Camp Masséna, en référence au lieu où des vestiges de la présence du commandement du général ont été retrouvés.

### Des guerres napoléoniennes à la Seconde Guerre mondiale
Relié à La Bollène-Vésubie aux alentours de 1883 par une route carrossable, l'économie du col est alors tournée vers l'agro-sylvo-pastoralisme.

## Paysages
La renommée du site, notamment de Camp d'Argent et en amont du massif de l'Authion tient d'une part à sa position militaire stratégique, et d'autre part à la beauté de ses panoramas, racontés par Victor-Eugène Ardouin-Dumazet dans le Tome 12 de son Voyage en France. De Menton à l'Authion, le journaliste raconte avec lyrisme les paysages qui s'offrent à lui. À la Belle Époque, on accède au massif de l'Authion déjà gardé par les chasseurs alpins et une brigade de gendarmerie par un sentier que l'on accomplit à dos de mulet : « Au sud, dans la direction de Nice, la vue s'étend jusqu'à l'Estérel. On découvre toutes les Alpes-Maritimes, les forts du camp retranché de Nice, la mer, la presqu'île de Saint Hospice posée sur le flot, la rade de Villefranche dans laquelle je distingue nettement l'escadre, les îles de Lérins, Antibes. Il ne saurait être plus vaste et plus merveilleux panorama. ». Le col de Turini qu'il rejoint ensuite dispose alors déjà d'une auberge que le voyageur ne manque pas de signaler, à la manière d'un guide touristique : « En un clin d'œil, un excellent déjeuner est apprêté et servi ; qui l'aurait attendu sur ces flancs de l'Authion [...] ! »